# Antonio Visentini

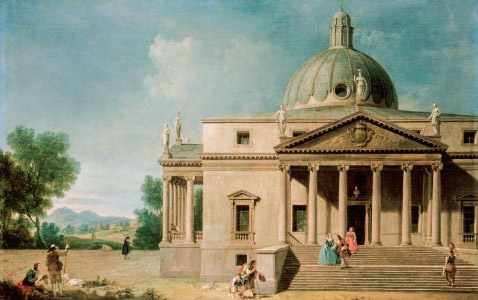
Capriccio des Mereworth Castle von Antonio Visentini und Francesco Zuccarelli, Auftragswerk von Consul Smith 1742. (Das Bild ist auf der rechten Seite beschnitten)

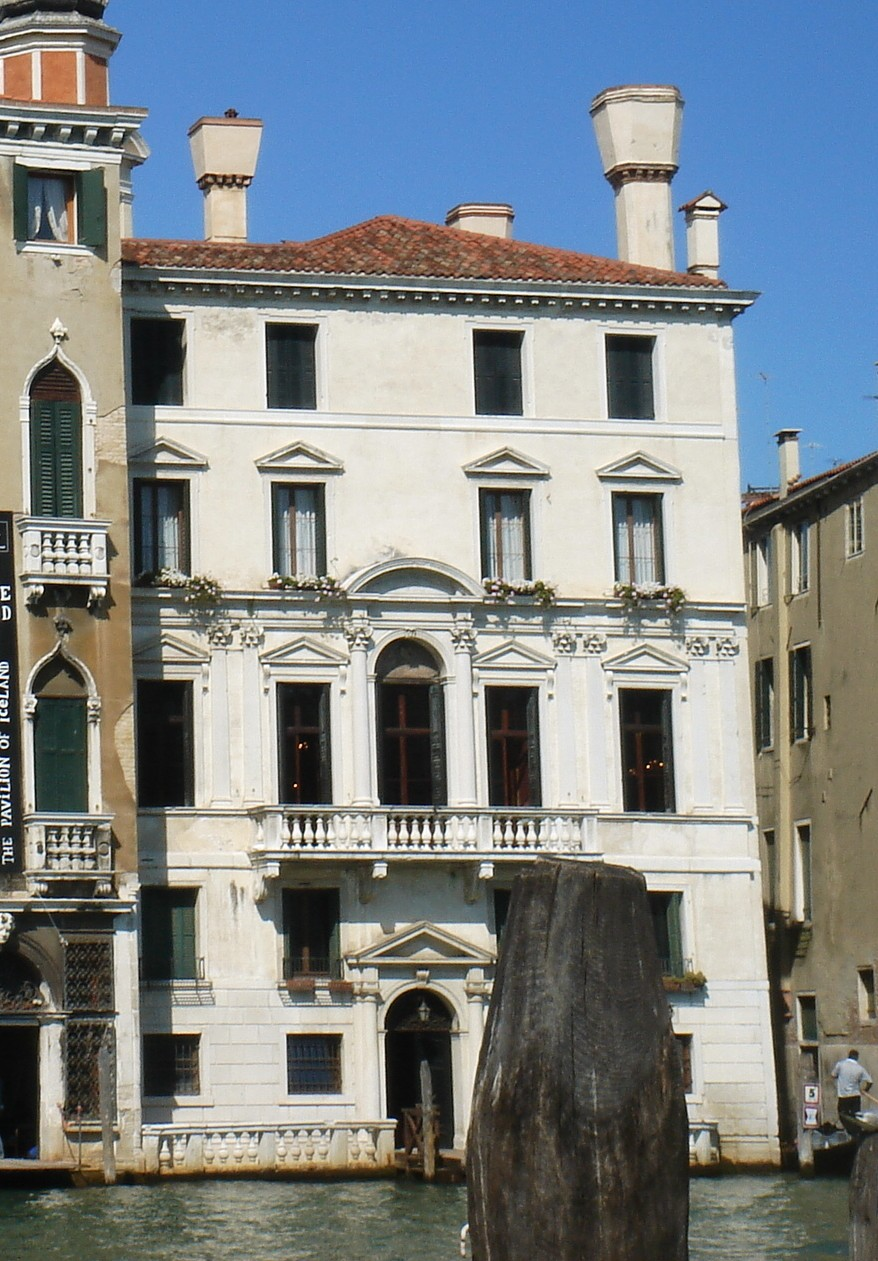
Visentini entwarf die neopalladinische Fassade des Umbaus für Smith’ Palazetto am Canal Grande

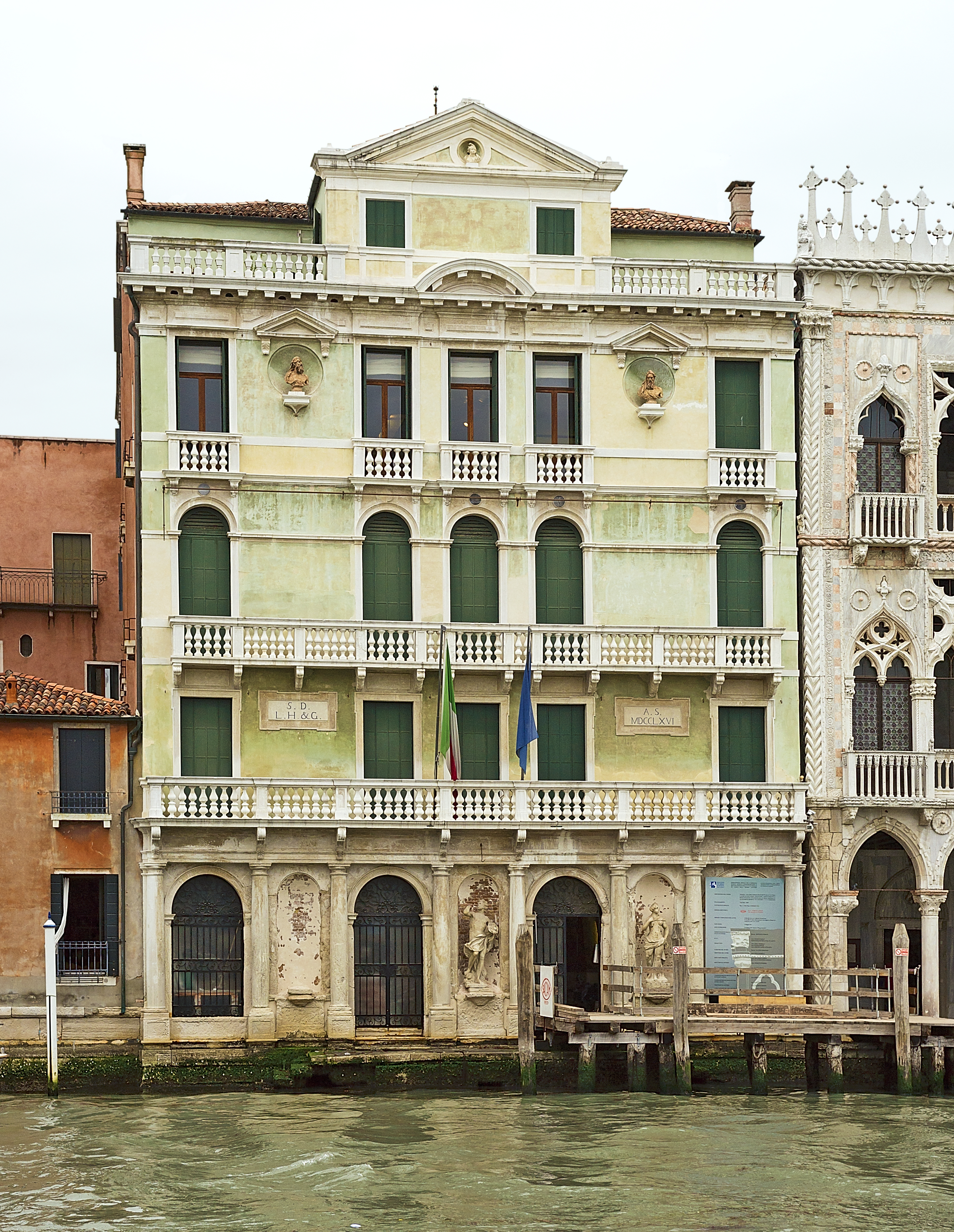
Der Palazzo Coletti Giusti wurde 1766 nach Plänen Visentinis umgebaut, links vom Ca’ d’Oro

Antonio Maria Visentini (geboren 21. November 1688 in Venedig; gestorben 26. Juni 1782 ebenda) war ein italienischer Architekt, Maler und Professor an der venezianischen Akademie.

## Leben
Visentini wurde als Sohn des Barbiers Melchiore Visentini geboren, der 1709 starb. Er war Schüler des Barockmalers Giovanni Antonio Pellegrini, der 1708 mit Marco Ricci nach England ging und dort Castle Howard ausmalte. Die venezianische Malerzunft „Fraglia dei pittori“ nannte ihn 1711 erstmals als Mitglied. Seine Architekturstudien über den Markusdom gab er 1726 unter dem Titel „Iconografia della Ducal Basilica dell’Evangelista Marco“ heraus.
Aus der Zusammenarbeit mit dem britischen Kaufmann und späteren Konsul Joseph Smith für dessen Verlag Giambattista Pasquali (1702–1784) erwuchs eine Reihe von Aufträgen, so die Stiche zu Canalettos venezianischen Veduten unter dem Titel Venetiarum nobis Prospectus, begonnen 1728, mit 38 Stichen 1735 beendet und 1742 herausgegeben. Das Verlagssignet Pasquali mit der Minerva und dem Motto „Litterarum felicitas“ stammte von ihm. Die Anfangs- und Schlussstückvignetten für die zwanzigbändige „Della Istoria d'Italia“ von Francesco Guicciardini, 1738–1739 bei Pasquali neu herausgegeben, waren von ihm, sowie darin über 48 Stiche.
Mit Francesco Zuccarelli führte er 1746 einen Auftrag Smith’ aus, englische Villen palladianischen Stils in Capriccios zu malen. Vorlagen hierfür waren Colen Campbell, Vitruvius Brittanicus und William Kent, The Designs of Inigo Jones, die ländlichen Szenerien malte Zuccarelli. Smith selbst war an der Übersetzung der sechsten Auflage der Cyclopaedia des Ephraim Chambers von 1741 ins Italienische beteiligt, mit den Illustrationen für dieses Dizionario Universale Delle Arti e Delle Scienze, ... wurde Visentini beschäftigt, der somit der Hauptillustrator des Verlages Pasquali war.
Visentini erhielt von Smith den Auftrag für den Umbau seines byzantinischen Palazzettos am Canal Grande im Stile Palladios, was sich von 1743 bis 1750 hinzog.
Vorher war Visentini schon in Smith’ Villa auf der Terraferma, die dieser 1731 erworben hatte, als Architekt tätig gewesen. Seine Zeichnungen der Villa kamen über die Sammlung Smith in den Besitz der Royal Library.
Mit dem Physiker an der Universität Padua Giovanni Poleni arbeitete er zusammen und lieferte die Stiche für dessen Untersuchung der Kuppel des Petersdoms: Memorie istoriche della Gran Cupola del Tempio Vaticano, Padua 1748. In der Villa Valmarana ai Nani bei Vicenza erhielt er 1757 Gelegenheit, in einem Raum die Fresken zu malen, Giovanni Domenico Tiepolo malte dazu die Figuren.
Der englische Architekt James Wyatt hat bei seinem Italienaufenthalt von 1762 bis 1768 auch in Venedig bei Visentini gearbeitet. Visentini war schließlich noch von 1772 bis 1778 Professor für „Architettura Prospettica“ an der Kunstakademie Venedigs. Er verfasste verschiedene „antibarocke“ Schriften unter Titeln wie „Contra Rusconi“ oder „Die Irrtümer der Architekten“, eine Gegenschrift zu Teofilo Gallacini, 1771 bei Pasquali herausgegeben.

## Porträt
Visentinis Ausgabe von Canalettos Venedigansichten aus dem Jahr 1751 enthält Giovanni Battista Piazzettas Porträts Visentinis und Canalettos, als Doppelporträt von Visentini gestochen.

## Schriften
- Il contro-Rusconi, ò sia l’esame sopra l’architettura di Giovantonio Rusconi.
- Admiranda Urbis Venetae, 3 Bände 1730–1740
- Prospectus magni canalis Venetiani (16 Blätter nach A. Canal)
- Li cinque ordini dell’Architettura et anche la Prospettiva poste in versi, 1755
- Delle Osservazioni sopra le Fabbriche di Andrea Palladio
- Il parallelo dell’Architettura virtuosa à confronto dell’ignoranza, 1761
- Architettura mascherata che di presente fà redicolosa comparsa
- L’esame che fà l’Architettura alli Muratori, Marangoni e Tagliapietra
- Osservazioni di architetto veneto che servono di continuazione al trattato di Teofilo Gallaccini sopra gli errori degli architetti, Venedig 1771.[6]